# Pouteria krausei
Pouteria krausei är en tvåhjärtbladig växtart som först beskrevs av Herman Johannes Lam, och fick sitt nu gällande namn av Charles Baehni. Pouteria krausei ingår i släktet Pouteria och familjen Sapotaceae. Inga underarter finns listade i Catalogue of Life.